# Охорона товстих лорі

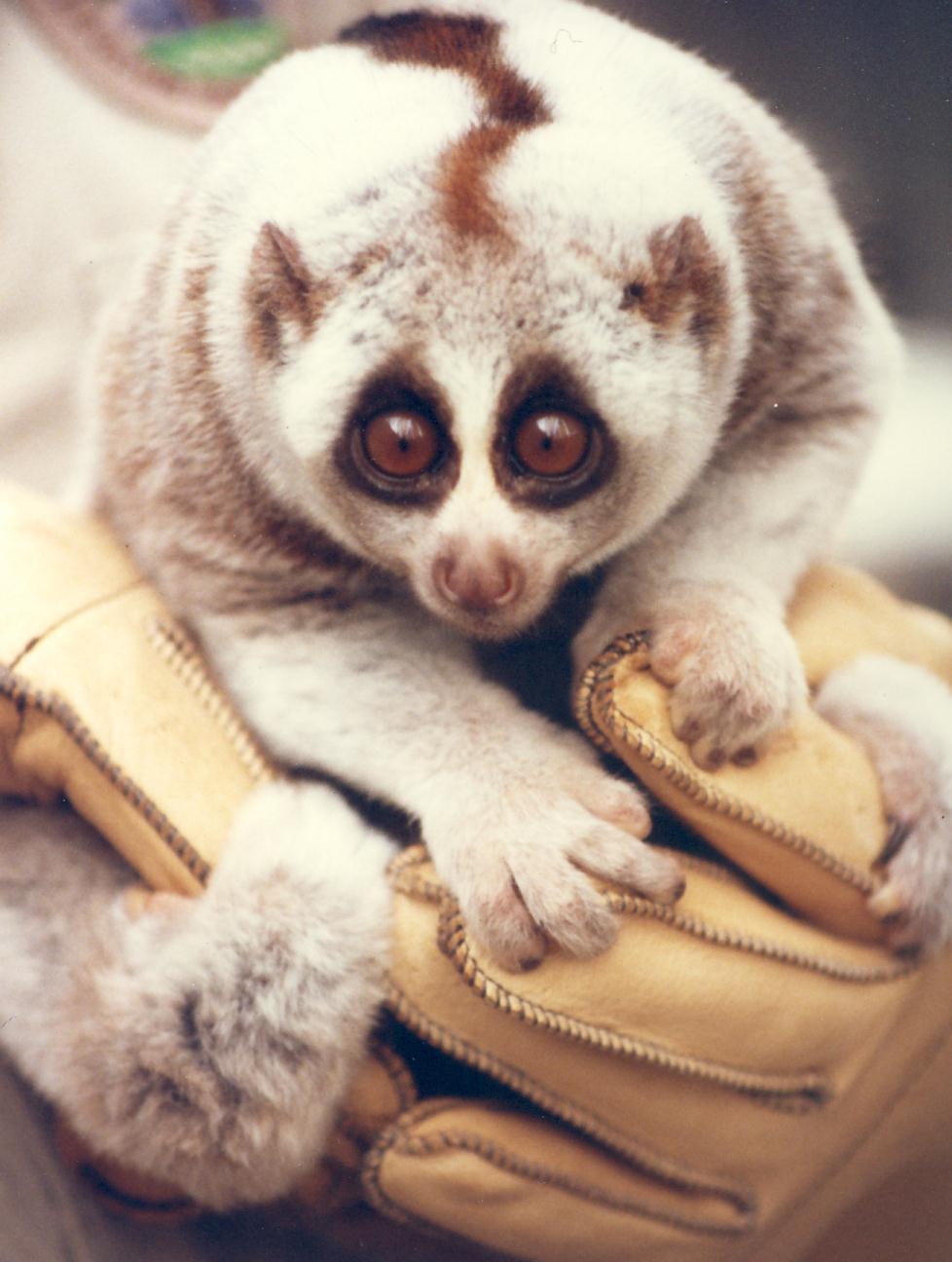
Один з видів товстих лорі — бенгальський лорі (Nycticebus bengalensis)

Товсті лорі — мокроносі роду Nycticebus — в 2007 році були визнані уразливими або вимираючими Міжнародним союзом охорони природи. Вони охороняються законами багатьох країн і міжнародними угодами, але справжнє виконання цих законів забезпечується не скрізь, і всі види цього роду залишаються під загрозою зникнення. Товсті лорі мешкають в дощових лісах Південної і Південно-Східної Азії, ведуть нічний спосіб життя. Основні загрози їхньому існуванню — знищення і дроблення місць проживання в результаті вибіркової рубки лісу, підсічно-вогневого землеробства, а також браконьєрство з метою вживання в їжу, використання в народній медицині і ритуалах, а також незаконної продажі.
Товсті лорі стали героями популярних відеороликів на YouTube і користуються попитом серед любителів екзотичних домашніх тварин, незважаючи на те, що догляд за цими приматами складний, їх укуси отруйні, а цикл сну і неспання протилежний людському. Зростаючий попит сприяє браконьєрству, контрабанді і незаконній торгівлі: сотні тварин вже були конфісковані в міжнародних аеропортах, але це може виявитися лише невеликою частиною контрабанди, тому що через невеликих розмір товстих лорі їх легко заховати і провезти.
Товсті лорі погано розмножуються в неволі, проте відомі випадки народження в неволі дитинчат малого лорі, в тому числі в зоопарку Сан-Дієго. Але більшість товстих лорі, що нині живуть в зоопарках, вже занадто старі для розмноження. Товсті лорі, що утримуються в неволі непрофесіоналами, часто гинуть від наслідків неправильного харчування, неналежного догляду, стресів і інфекційних захворювань. Часто торгівці товстими лорі видаляють зуби тваринам, щоб зробити їх безпечними для малолітніх дітей. Видалення зубів нерідко призводить до великих втрат крові, інфекцій і смерті лорі, а ті, що вижили беззубі тварини вже не зможуть повернутися в природу і самі добувати собі їжу.
Для збереження диких товстих лорі необхідні великі і нерозділені природоохоронні ділянки тропічного лісу з зімкнутим пологом, оскільки ці тварини більшу частину життя проводять на деревах і не здатні проходити великі відстані по поверхні землі. Велика частина решти товстих лорі зараз мешкає в таких заповідниках та інших ООПТ. Також створені реабілітаційні центри, де конфіскованих лорі готують до реінтродукції в природу, або забезпечують довічний догляд в разі її неможливості.